# Янша, Янез
Я́нез Я́нша (словен. Janez Janša; род. 17 сентября 1958, Гросупле, ФНРЮ) — словенский государственный и политический деятель, премьер-министр Словении с 9 ноября 2004 по 7 ноября 2008 года, с 10 февраля 2012 по 27 февраля 2013 года и с 3 марта 2020 по 1 июня 2022 года, лидер Словенской демократической партии с 1993 года. Депутат Государственного собрания Словении с 8 апреля 1990 года от избирательного округа Гросупле.

## Биография

### Образование и ранняя карьера
Окончил социологический факультет Люблянского университета в 1982 году. В 1980-х годах — активист молодёжного крыла Союза коммунистов Югославии. За реформаторские и сепаратистские убеждения был исключён из партии, в 1988—1990 годах находился в заключении за публикации, якобы разглашавшие военные секреты.

### Политическая деятельность
В правительстве независимой Словении с 1990 по 1994 год занимал пост министра обороны, но был отставлен Я. Дрновшеком. С 1993 года — председатель Словенской демократической партии. В 2000 году ненадолго вернулся в правительство.
9 ноября 2004 года стал премьер-министром Словении. В 2006 году, будучи премьер-министром, посетил Россию с трёхдневным визитом. В 2008 году, когда Словения председательствовала в Евросоюзе, вновь побывал в России.

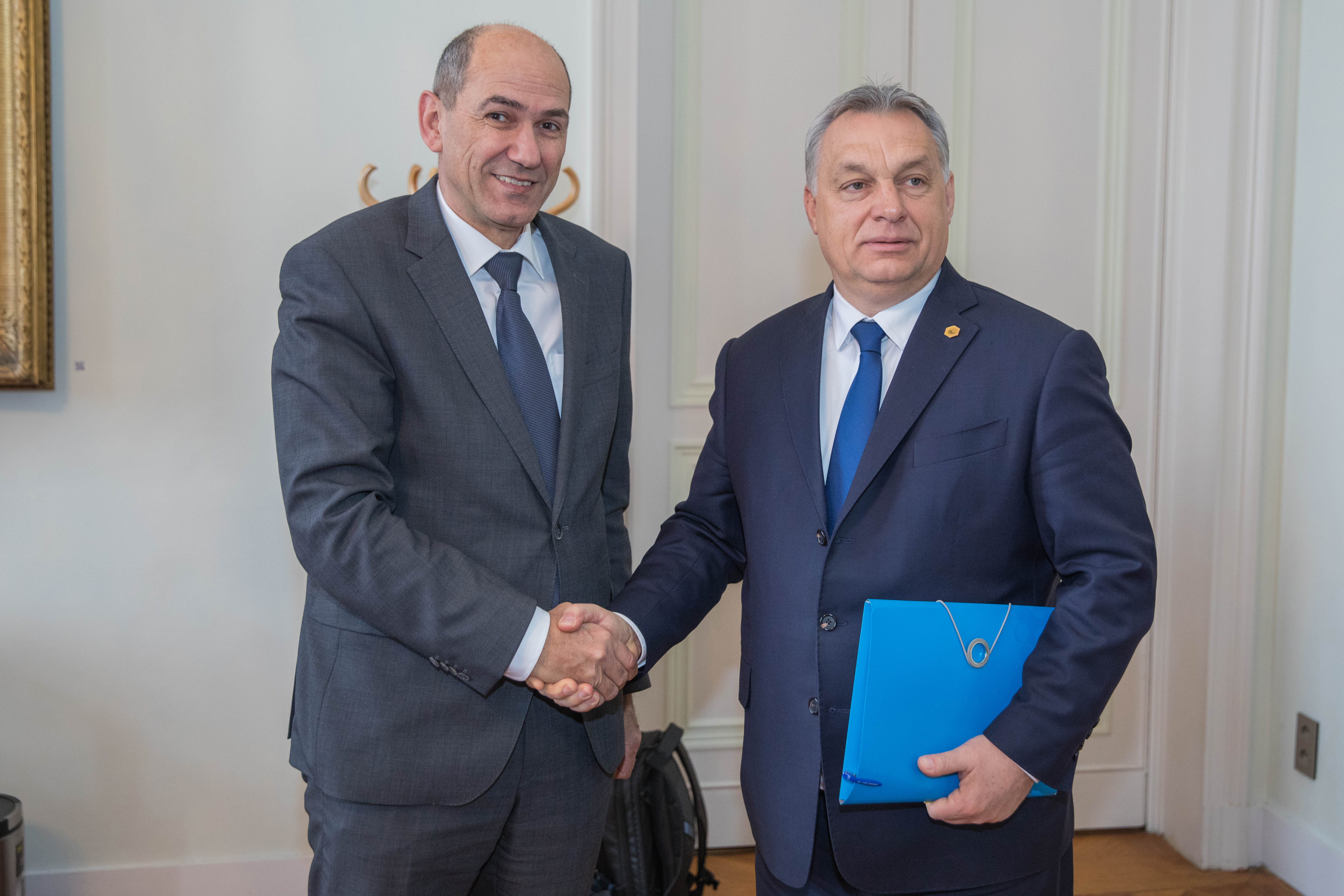
Янез Янша и Виктор Орбан. 2018

10 февраля 2012 года во второй раз стал премьер-министром. 27 февраля 2013 года кабинет Янши был отправлен в отставку на фоне разгорающегося коррупционного скандала.
На досрочных парламентских выборах, прошедших 3 июня 2018 года, его партия СДП одержала победу и прошла в Государственное собрание Словении.
24 апреля 2022 года партия Янши проиграла парламентские выборы.

## Семья
Женат, имеет двоих детей.